# Жваненки
Жваненки — деревня в Краснинском районе Смоленской области России. Входит в состав Красновского сельского поселения. Население — 4 жителей (2007 год).
Расположена в западной части области в 25 км к северо-западу от Красного, в 1 км севернее автодороги М1 «Беларусь», на берегу реки Ольшанка. В 3 км юго-западнее деревни расположена железнодорожная станция Красное на линии Москва — Минск.

## Население
| 2007 | 2008 | 2009 | 2010 | 2011 | 2012 | 2013 | 2014 |
| ---- | ---- | ---- | ---- | ---- | ---- | ---- | ---- |
| 12   | 11   | 11   | 11   | 10   | 9    | 9    | 9    |
| 2015 | 2016 | 2017 | 2018 | 2019 | 2020 | 2021 | 2022 |
| 8    | 6    | 5    | 4    | 4    | 4    | 4    | 4    |

## История
В годы Великой Отечественной войны деревня была оккупирована гитлеровскими войсками в июле 1941 года, освобождена в сентябре 1943 года.